# Roboul
Der Roboul ist ein kleiner Fluss in Frankreich, der im Département Pyrénées-Orientales in der Region Okzitanien verläuft. Er entspringt an der Ostflanke der Bergkette La Serre im Gemeindegebiet von Vingrau, entwässert generell Richtung Südsüdost durch ein gering besiedeltes Gebiet im Regionalen Naturpark Corbières-Fenouillèdes und mündet nach rund 19 Kilometern im Gemeindegebiet von Rivesaltes als linker Nebenfluss in den Agly. Im Mündungsabschnitt quert der Roboul die Bahnstrecke Narbonne–Portbou.
Die Wasserführung des Roboul ist jahreszeitlich sehr unterschiedlich. Während er in den Regenzeit reichlich Wasser führt, fällt er im Sommer an der Oberfläche weitgehend trocken und verlagert sich in den karstigen Untergrund.

## Orte am Fluss
(Reihenfolge in Fließrichtung)
- >> keine nennenswerten Orte <<, Gemeinde Vingrau
- >> keine nennenswerten Orte <<, Gemeinde Opoul-Périllos
- Mas Sant Miquel, Gemeinde Salses-le-Château
- Mas Castello, Gemeinde Espira-de-l’Agly
- Rivesaltes